# Le Conte du juriste

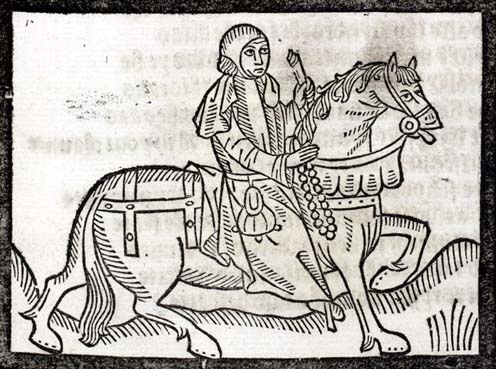
Le Juriste dans l'édition des Contes de Canterbury produite en 1492 par Richard Pynson.

Le Conte du Juriste (The Mannes Tale of Law en moyen anglais) est l'un des Contes de Canterbury de Geoffrey Chaucer. Il constitue l'intégralité du fragment II (B1), couramment placé à la suite du fragment I (A), soit après le Conte du cuisinier. Le conte qui est censé le suivre est plus difficile à identifier.

## Résumé
Le conte à proprement parler est précédé d'une introduction, dans laquelle l'Aubergiste invite le Juriste à prendre la parole. Ce dernier lui répond par une liste de contes qu'il ne saurait dire, considérant qu'ils l'ont déjà été par Ovide ou par Chaucer lui-même. Après un bref prologue, il commence ensuite son histoire : celle de la princesse Constance, fille de l'empereur de Rome. Sa beauté est si renommée que le sultan de Syrie souhaite l'épouser. Bien qu'il soit musulman, il est prêt à se convertir au christianisme pour rendre le mariage possible. Les noces sont célébrées, mais la mère du sultan n'apprécie pas sa belle-fille, et elle n'a fait que feindre de se convertir. Lors d'un festin, elle fait exécuter par traîtrise tous les chrétiens présents, y compris son propre fils. Seule Constance échappe au massacre, et elle est abandonnée sur un bateau à la dérive.
Constance ne perd pas la foi, et son navire finit par s'échouer sur les rivages du Northumberland. Elle y est recueillie par un connétable et son épouse Hermenguild, et sa vertu les inspire à se convertir. Un chevalier mécontent d'avoir été éconduit par Constance tue Hermenguild et l'accuse d'avoir commis ce meurtre, mais le roi Allé est frappé par sa vertu et la libère, tandis que le chevalier est puni par la main de Dieu. Ce miracle incite nombre de conversions à la cour, dont celle du roi lui-même, qui épouse ensuite Constance. Cependant, sa nouvelle belle-mère, Doneguild, ne l'apprécie pas plus que la précédente, et fait tout pour brouiller les nouveaux époux, en vain. Finalement, elle profite de l'absence de son fils, parti guerroyer en Écosse, pour condamner à nouveau Constance à être abandonnée aux caprices de la mer.
L'empereur de Rome apprend entre-temps le sort qu'a connu sa fille en Syrie et jure vengeance. Il y envoie un sénéchal, qui croise en route le navire de Constance. Il ne la reconnaît pas, mais la prend en pitié et l'accueille chez lui à Rome. De son côté, Allé s'est également rendu à Rome en tant que pèlerin : il veut expier le meurtre de sa mère, qu'il a tuée en rentrant chez lui et en apprenant ce qu'elle avait fait. Les deux époux sont ainsi réunis, et Constance retrouve également son père. Allé et Constance rentrent dans le Northumberland, mais leur bonheur est de courte durée : le roi meurt un an plus tard. Constance rentre alors à Rome pour y vivre son veuvage, tandis que le fils qu'elle a eu d'Allé, Maurice, devient le nouvel empereur.

## Sources et rédaction
La principale source de ce conte est la chronique rédigée par Nicholas Trivet pour Marie de Woodstock, fille du roi Édouard Ier d'Angleterre, au début du XIVe siècle. On en trouve une autre version dans le Confessio Amantis de John Gower, un contemporain de Chaucer, qui semble lui avoir emprunté quelques idées. Les commentaires qui entourent l'histoire sont principalement puisés dans la Bible et dans le De Miseria Condicionis Humane du pape Innocent III, dont Chaucer aurait produit une traduction (aujourd'hui perdue). Pour toutes ces raisons, le conte semble avoir été rédigé à une date relativement tardive, vers 1390.

## Analyse
Le Conte du Juriste présente des caractéristiques de l'hagiographie, mais également du roman courtois. Il s'agit cependant avant tout d'une vie de sainte édifiante, dont le public est censé s'inspirer pour raffermir sa piété : Constance connaît plusieurs mises à l'épreuve, mais sa foi ne vacille jamais et elle en est récompensée à la fin. C'est également un récit qui insiste sur son caractère de récit, avec de nombreuses interventions du narrateur sous la forme de commentaires, remarques et questions rhétoriques.